# Psamatodes liboraria
Psamatodes liboraria är en fjärilsart som beskrevs av Walker 1862. Psamatodes liboraria ingår i släktet Psamatodes och familjen mätare. Inga underarter finns listade i Catalogue of Life.